# 피어-룩 펑크
피어-룩 펑크(Pier-Luc Funk, 1994년 5월 5일 ~ )는 캐나다의 배우, 영화배우, 텔레비전 배우이다.
몬트리올에서 태어났다.

## 영화
- 마티아스와 막심 (2019년) - 리베트 역
- 더 데몬스 (2015년)
- 1987 (2014년)